# 필 그램
윌리엄 필립 그램(William Philip Gramm, 1942년 7월 8일 ~ )는 미국의 정치인이다.

## 학력
- 조지아 대학교 인문사회 학사
- 조지아 대학교 인문사회 석사
- 조지아 대학교 철학박사

## 경력
- 1979.01 ~ 1983.01 제96·97·98대 미국 텍사스주 제6선거구 연방하원의원
- 1983.02 ~ 1985.01 제98대 미국 텍사스주 제6선거구 연방하원의원
- 1985.01 ~ 2002.11 제99~107대 미국 텍사스 연방상원의원
- 1991.01 ~ 1995.01 전국 공화당 상원 위원회 의장
- 1992 공화당 전당대회 기조연설자
- 1997.01 ~ 2001.01 미국 상원 공화당 운영위원회 의장
- 1999.01 ~ 2001.01 미국 상원 은행위원회 위원장
- 2001.01 ~ 2001.06 미국 상원 은행위원회 위원장

## 역대 선거 결과
| 선거명        | 직책명                      | 대수  | 정당   | 득표율 | 득표수      | 결과 | 당락                   |
| ------------- | --------------------------- | ----- | ------ | ------ | ----------- | ---- | ---------------------- |
| 1978년 선거   | 하원의원 (텍사스 제6선거구) | 96대  | 민주당 | 65.10% | 66,025표    | 1위  | 텍사스주 하원의원 당선 |
| 1980년 선거   | 하원의원 (텍사스 제6선거구) | 97대  | 민주당 | 70.88% | 144,816표   | 1위  | 텍사스주 하원의원 당선 |
| 1982년 선거   | 하원의원 (텍사스 제6선거구) | 98대  | 민주당 | 94.54% | 91,546표    | 1위  | 텍사스주 하원의원 당선 |
| 1983년 재선거 | 하원의원 (텍사스 제6선거구) | 98대  | 공화당 | 55.27% | 46,371표    | 1위  | 텍사스주 하원의원 당선 |
| 1984년 선거   | 상원의원 (텍사스 제2부)     | 99대  | 공화당 | 58.59% | 3,116,348표 | 1위  | 텍사스주 상원의원 당선 |
| 1990년 선거   | 상원의원 (텍사스 제2부)     | 102대 | 공화당 | 60.24% | 2,302,357표 | 1위  | 텍사스주 상원의원 당선 |
| 1996년 선거   | 상원의원 (텍사스 제2부)     | 105대 | 공화당 | 54.78% | 3,027,680표 | 1위  | 텍사스주 상원의원 당선 |